# Colpa quinquecincta occidentalis
Colpa quinquecincta occidentalis é uma subespécie de insetos himenópteros, mais especificamente de vespas pertencente à família Scoliidae.
A autoridade científica da subespécie é Betrem & Bradley, tendo sido descrita no ano de 1972.
Trata-se de uma subespécie presente no território português.